# Bátyi Anna
Bátyi Anna (Bercel, 1965. november 10. –) válogatott labdarúgó, középpályás.

## Pályafutása

### A válogatottban
1990-től négy alkalommal szerepelt a válogatottban.

## Sikerei, díjai
- Magyar bajnokság
  - bajnok: 1990–91

## Statisztika

### Mérkőzései a válogatottban
| Magyarország | Magyarország     | Magyarország | Magyarország     | Magyarország | Magyarország | Magyarország     | Magyarország | Magyarország |
| #            | Dátum            | Helyszín     | Hazai            | Eredmény     | Vendég       | Kiírás           | Gólok        | Esemény      |
| ------------ | ---------------- | ------------ | ---------------- | ------------ | ------------ | ---------------- | ------------ | ------------ |
| 1.           | 1990. június 9.  | Dorog        | Magyarország     | 2 – 0        | Bulgária     | Eb-selejtező     | -            | 48'          |
| 2.           | 1991. április 3. | Várna (BUL)  | Egyesült Államok | 6 – 0        | Magyarország | nemzetközi torna | -            |              |
| 3.           | 1991. április 5. | Várna (BUL)  | Japán            | 2 – 0        | Magyarország | nemzetközi torna | -            | lecserélve   |
| 4.           | 1991. április 6. | Várna (BUL)  | Magyarország     | 3 – 1        | Románia      | nemzetközi torna | -            | becserélve   |
|              | Összesen         |              |                  | 4            | mérkőzés     |                  | 0            | gól          |